# 桑名インターチェンジ
桑名インターチェンジ（くわなインターチェンジ）は、三重県桑名市にある東名阪自動車道のインターチェンジ。

## 道路
- E23 東名阪自動車道（29番）

## 接続する道路
- 国道421号

## 料金所
- ブース数：6

### 入口
- ブース数：2
  - ETC専用：1
  - ETC/一般：1

### 出口
- ブース数：4
  - ETC専用：2
  - 一般：1
  - 休止中：1

## 周辺
- イオンモール桑名

## 隣
E23 東名阪自動車道
(28) 桑名東IC - 大山田PA - (29) 桑名IC - (29-1) 四日市JCT